# St. Pankratius (Ochsenwerder)
Koordinaten: 53° 28′ 33″ N, 10° 5′ 6″ O

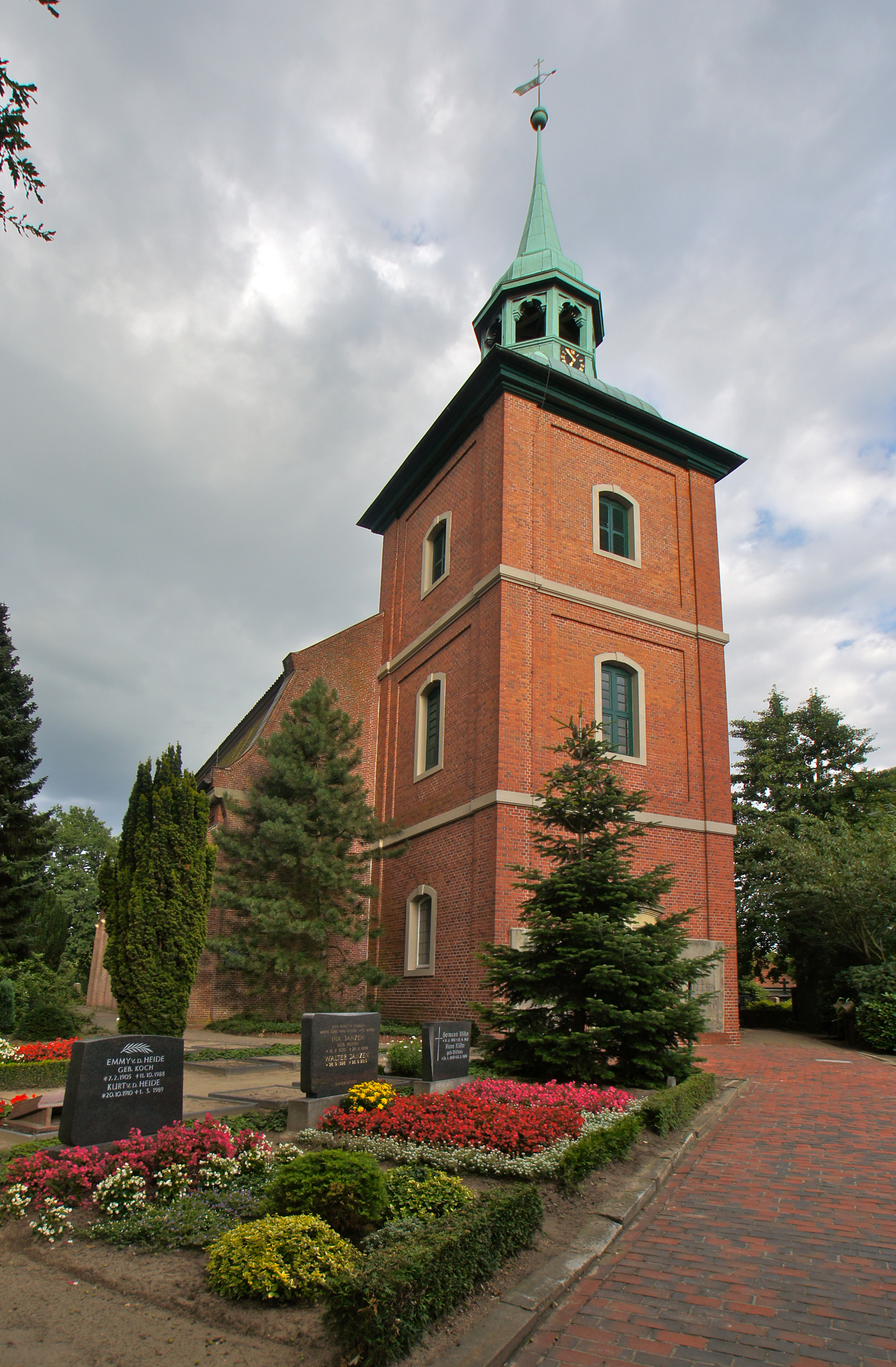
St. Pankratius in Ochsenwerder, Alter Kirchdeich 5

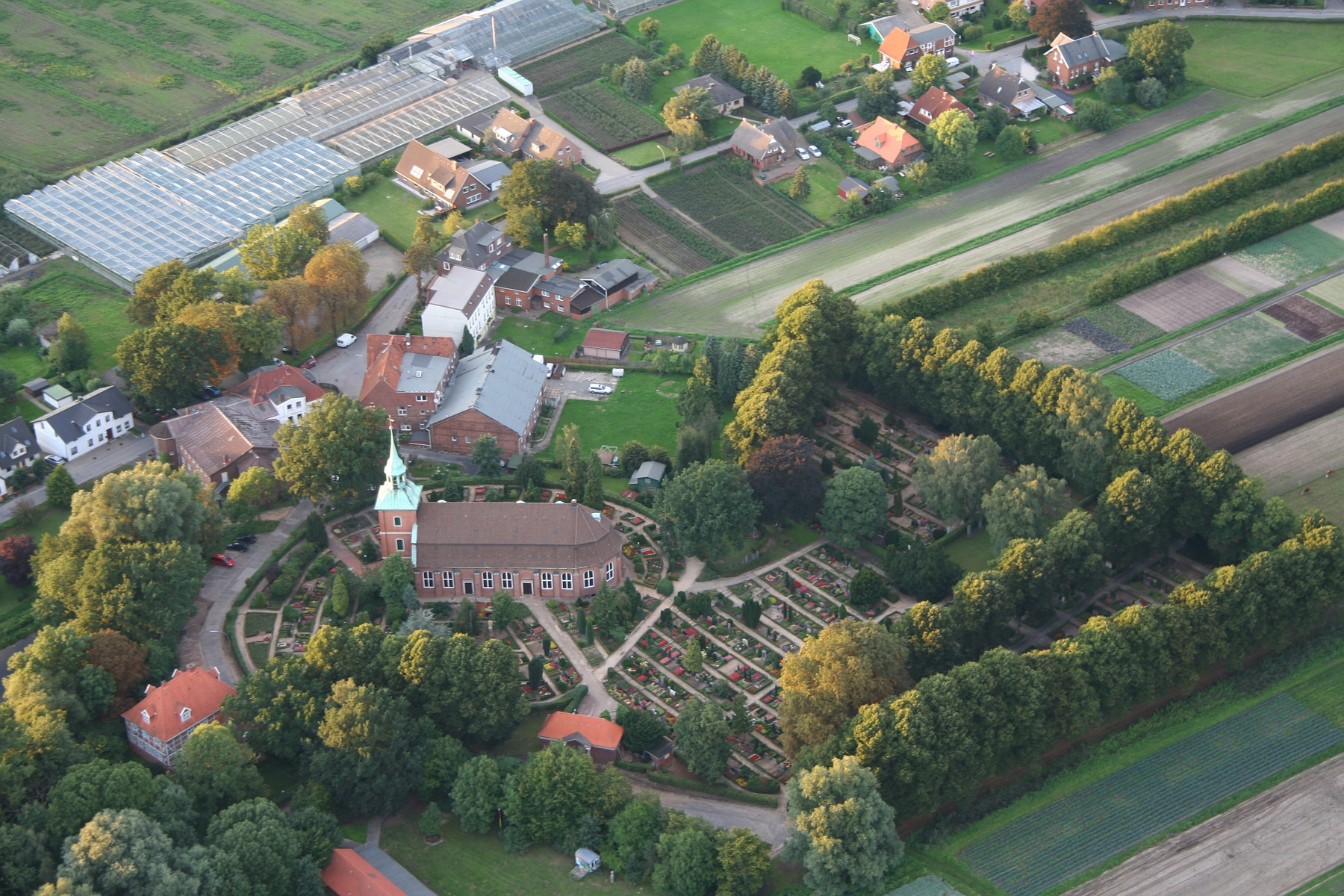
St. Pankratius mit Friedhof

St. Pankratius in Hamburg-Ochsenwerder ist eine evangelisch-lutherische Pfarrkirche. Das Schiff der Kirche wurde 1673 bis 1674 errichtet, der Kirchturm 1740. Die denkmalgeschützte Kirche ist mit einem frühbarocken Schnitzaltar und einer Orgel von Arp Schnitger ausgestattet.

## Geschichte
Die erste urkundliche Erwähnung einer Kirche in Ochsenwerder stammt von 1254. Diese befand sich am Avenberg (heute noch ein Straßenname in Ochsenwerder) am Westende Ochsenwerders, nahe der Norderelbe. Diese Kirche musste nach Fluteinbrüchen aufgegeben werden. 1332 wurde die Kirche am heutigen Standort, einer flutsicheren Wurt, neu errichtet. Diese Kirche hatte noch einen in den Marschlanden weit verbreiteten hölzernen Glockenturm neben dem Kirchenschiff und war auf einem Fundament aus Feldsteinen errichtet.
1673 bis 1674 wurde eine neue Kirche aus Backstein errichtet, die mit hölzernen Tonnengewölbe und einem fünfseitig gebrochenen Chor der Dreieinigkeitskirche in Allermöhe ähnelt. Der alte Glockenturm wurde zunächst weiter verwendet, als Ersatz errichtete man den dreistöckigen Kirchturm mit Kupferdach in den Jahren 1739 bis 1741 nach einem Entwurf von Johann Leonhard Prey.
Das 1634 erbaute Pastorat, das gegenüber der Kirche liegt, wurde 1742 grundlegend erneuert. Es ist das älteste erhaltene Pastorat der Vier- und Marschlande. Der Wirtschaftsbau des Pastorats wurde 1945 bei einem Bombenangriff zerstört, der auch die Kirche beschädigte.
Die Kirche erhielt ihr heutiges Erscheinungsbild 1910, als Instandsetzungsarbeiten mit Erneuerungen durchgeführt wurden. Dabei gingen die Fachwerkanbauten an Nord- und Südseite verloren, das ursprüngliche Satteldach wurde durch das heutige Mansarddach ersetzt, das Deckengewölbe wurde erneuert und ein neuer Fußboden verlegt. Die gestalterische Leitung des Umbaus lag in der Hand von Julius Faulwasser. Von 1958 bis 1962 fand eine Grundinstandsetzung unter Leitung von Hans Philipp statt, bei der das Außenmauerwerk und die Strebepfeiler erneuert wurden.
Die Kirche St. Pankratius wurde 1926 unter Denkmalschutz gestellt; 1928 auch die Umgebung der Kirche. 2006 wurde zusätzlich das gesamte Flurstück 250 als Bodendenkmal unter Schutz gestellt.

## Ausstattung

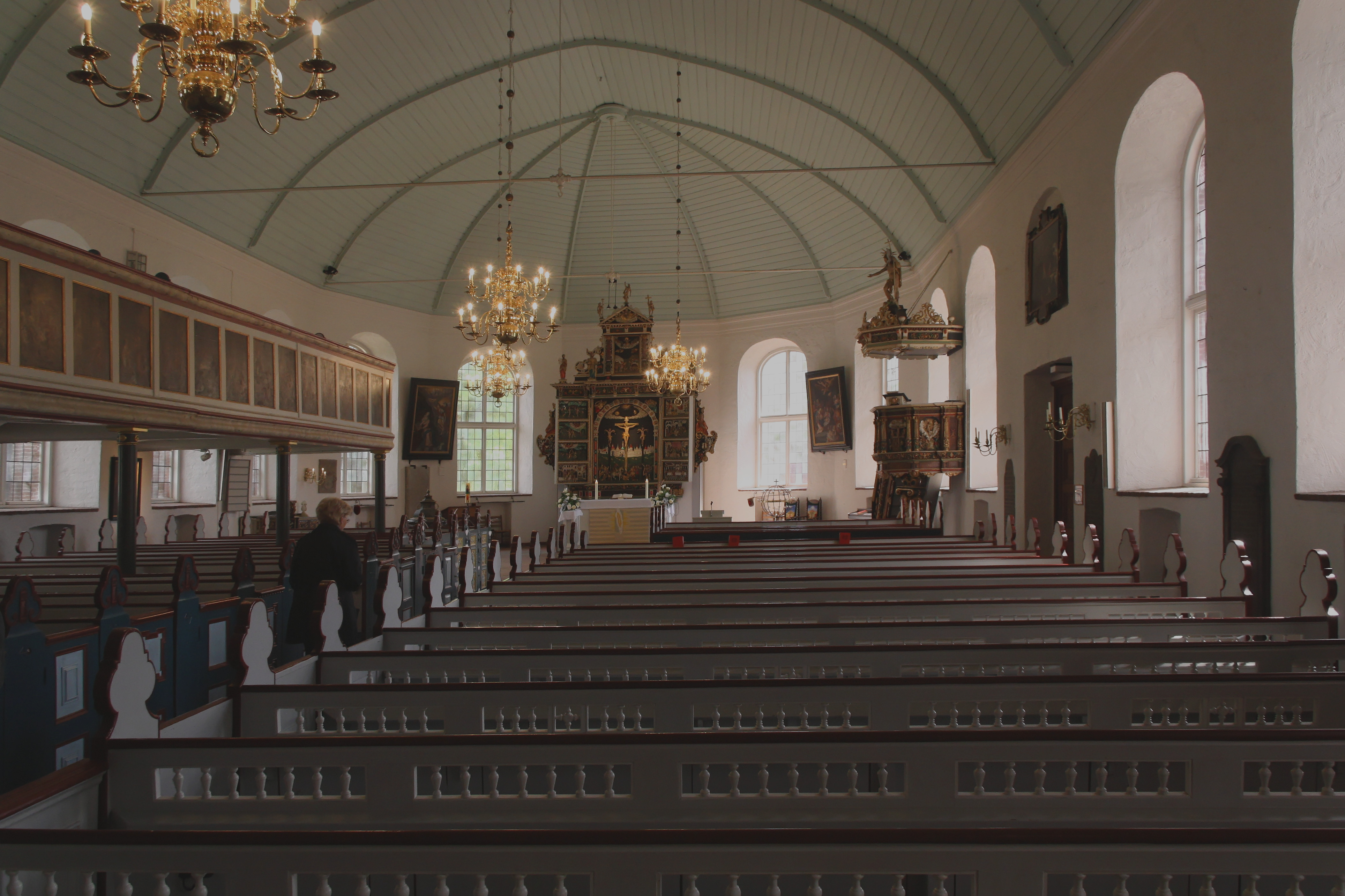
Innenraum, Blick auf den Altar

Der von Hein Baxmann geschnitzte Altar der Kirche entstand 1632 bis 1633. Ursprünglich besaßen die Schnitzereien eine farblose Schutzbeschichtung, auf die im Laufe der Zeit bis zu acht Farbschichten aufgetragen wurden. Trotz aller Veränderungen wirken die dargestellten Szenen immer noch sehr feingliedrig und lebendig. Den Mittelteil beherrscht die Kreuzigung Christi und eine Darstellung des Jüngsten Gerichtes im Aufsatz. Auf dem linken Flügel sind Szenen des Alten Testaments und auf dem rechten Flügel solche des Neuen Testaments dargestellt. 

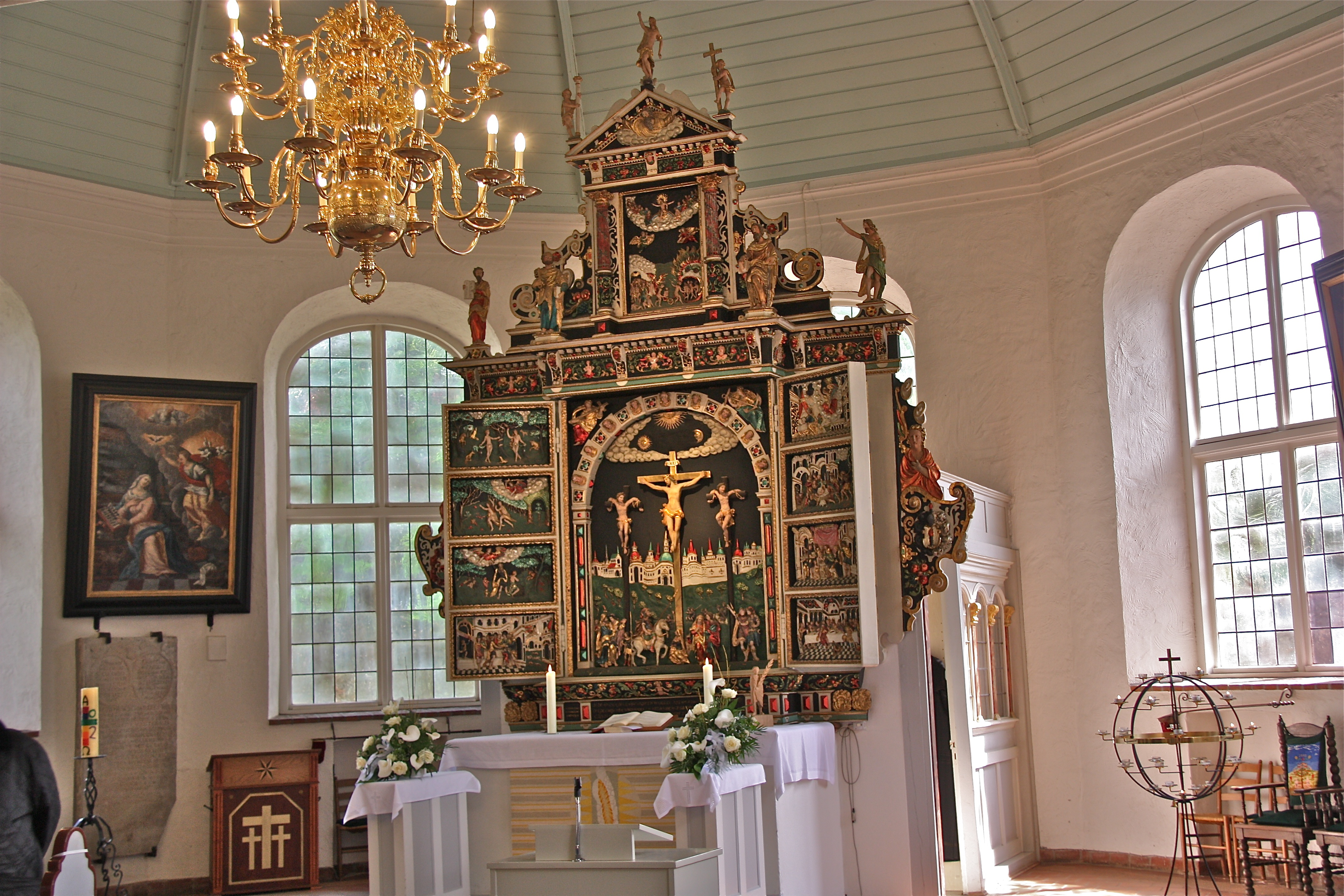
Der Baxmann-Altar

Aus der Werkstatt von Hein Baxmann stammt ebenfalls die reichverzierte Bank im nördlichen Chorraum ("Juratengestühl"). Über den Erbauer der um 1620 entstandenen Kanzel gibt es keine gesicherten Erkenntnisse, sie wird aufgrund ihres Stils und der großen Ähnlichkeiten zur Moorfleeter Kanzel jedoch auch Baxmanns Werkstatt zugeschrieben. Motivauswahl und Gestaltung der Kanzel ähneln denen des Altars. Bemerkenswert ist die auffällig individuell gestaltete Engelsfigur der zentralen Stütze und der reich bemalte und verzierte Kanzeldeckel.
Die Emporen sind mit Ölgemälden verziert, die an der Orgelempore 14 Szenen des Alten Testaments und an der Nordempore 32 Szenen aus dem Neuen Testament zeigen.
Das heutige Erscheinungsbild des Innenraums ist durch die Instandsetzung der Jahre 1958/1959 bestimmt, mit der umfangreiche bauliche Instandsetzungen durchgeführt und Kriegsschäden beseitigt wurden. Durch die seit diesen Arbeiten wieder weiße Decke, die weiß verputzten Innenwände und die klaren Fensterscheiben wirkt der Innenraum insgesamt hell und offen.

## Orgel

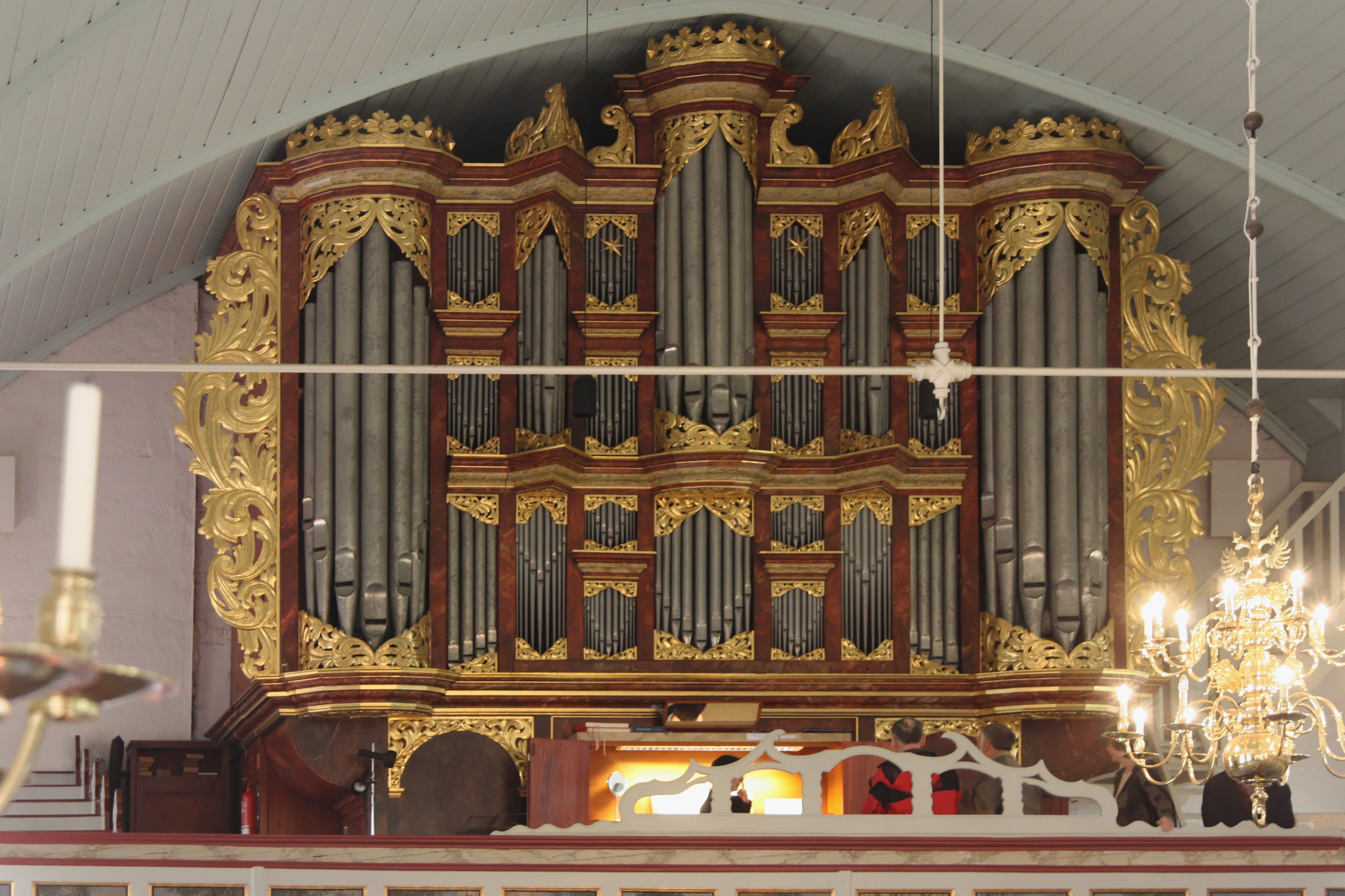
Arp Schnitger-Orgel

Die Orgel gestaltete der Orgelbauer Arp Schnitger 1707 bis 1708. Das mehrfach (u. a. 1906 durch Paul Rother) umgebaute und 1966 von der Firma Orgelbau Beckerath erneuerte Instrument hat heute 24 Stimmen und 1700 Pfeifen. Das Gehäuse und einige Register von Schnitger sind erhalten.

## Glocken
Von den zwei vorhandenen Glocken ist die kleinere auch die ältere, sie stammt aus dem Jahr 1669. Eine große Glocke wurde zuerst 1789 erwähnt, musste seit dieser Zeit jedoch drei Mal getauscht werden. Zuerst 1908 wegen eines Risses, danach in den beiden Weltkriegen wegen des Rohstoffbedarfs für die die Kriegsrüstung. Die heutige auf cis′ gestimmte große Glocke stammt aus dem Jahr 1960 aus der Glockengießerei Rincker.
Die Kirche besaß bereits 1740 beim Bau des Kirchturms eine Uhr. Die heutige Uhr wurde 1925 von der Uhrmacherfirma Weule in den Turm eingebaut.

## Friedhof und Grabsteine

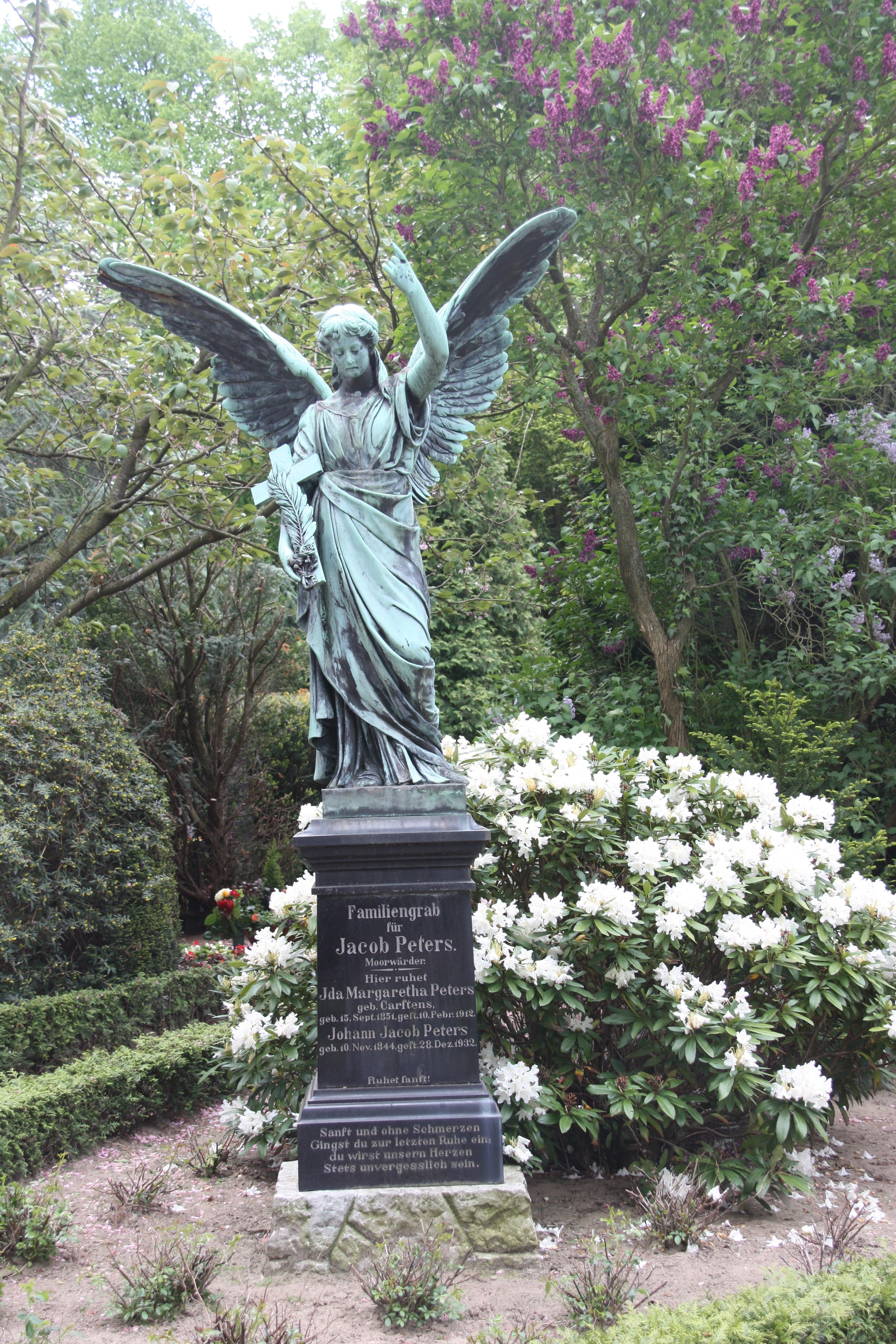
Friedhof, Grabmal Jacob Peters

Der Friedhof umgibt die Kirche auf allen Seiten und bildet mit dem außen liegenden Lindenkranz eine passende Umgebung. Viele Grabmale weisen figürlichen Schmuck auf, besonders auffällig ist der Engel auf dem Grabmal Peters in unmittelbarer Nähe zum Kircheneingang. Die Grabsteine für die Toten der Weltkriege sind an einer Stelle an einem Gedenkstein zusammengefasst.
Auffällig ist das auf der Südseite zum Alten Kirchdeich weisende Portalhaus aus dem Jahre 1914, das einen Geräteraum und einen Aufbahrungsraum enthält.
An den Außen- und Innenwänden der Kirche finden sich die ältesten auf dem ganzen Gelände noch vorhandenen Grabplatten, die bis in die 1650er-Jahre zurück reichen. Einige der Grabplatten dürften sich vor den Instandsetzungen der Jahre 1892 und 1910 im Innenraum der Kirche befunden haben, die Quellenlage ist hier aber äußerst unsicher.

## Fotografien

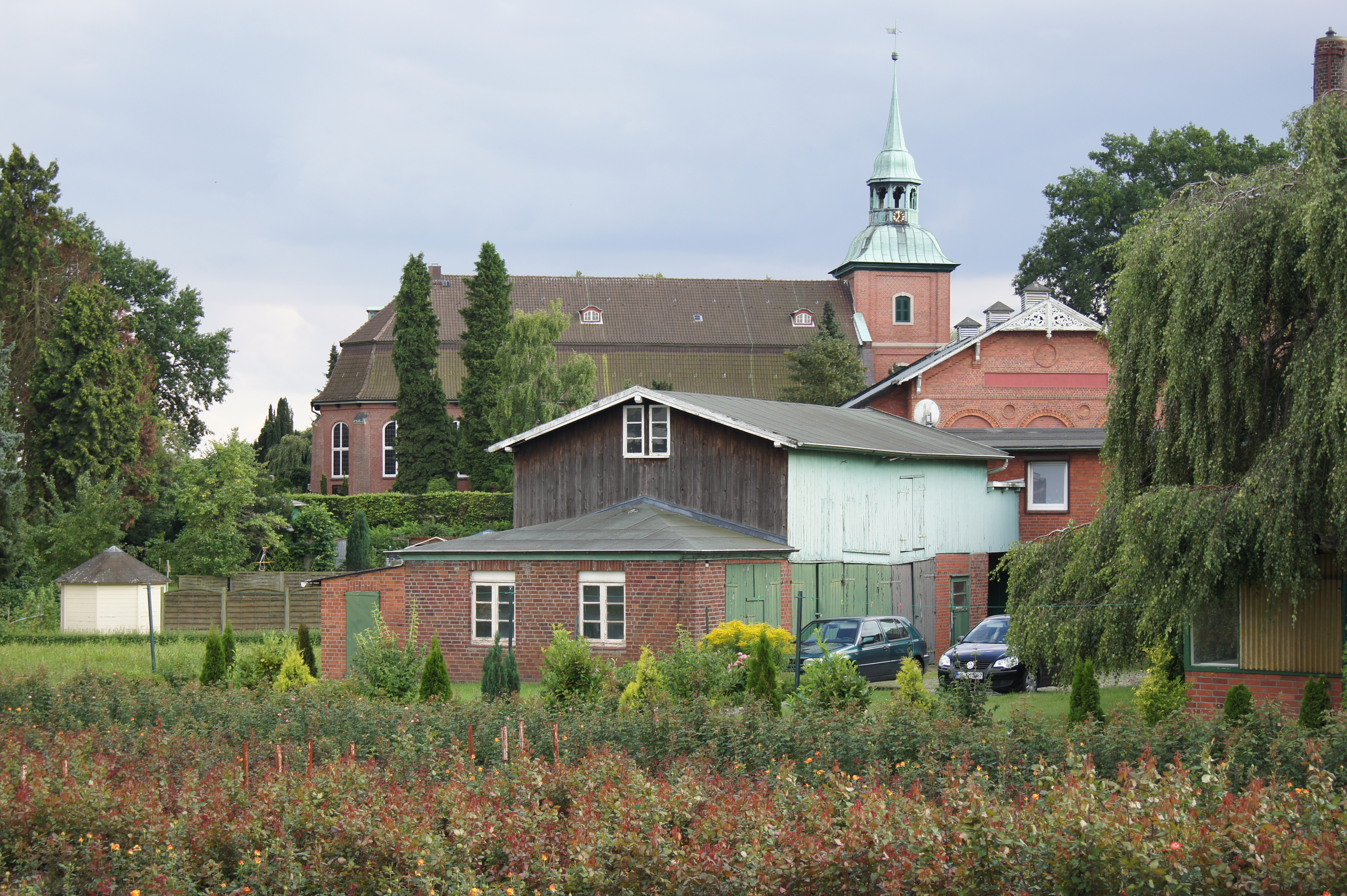
Gesamtansicht der Kirche
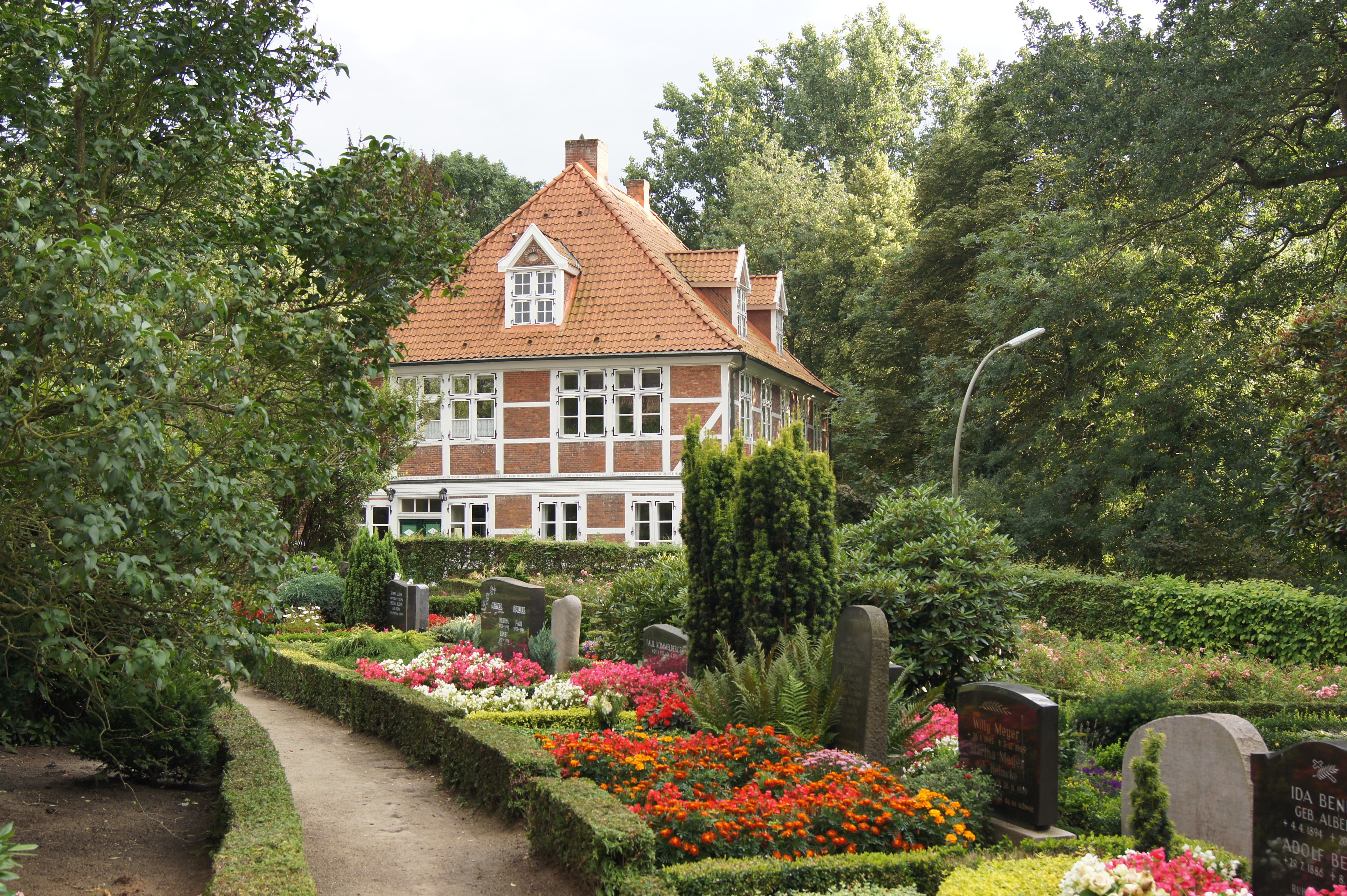
Pfarrhaus
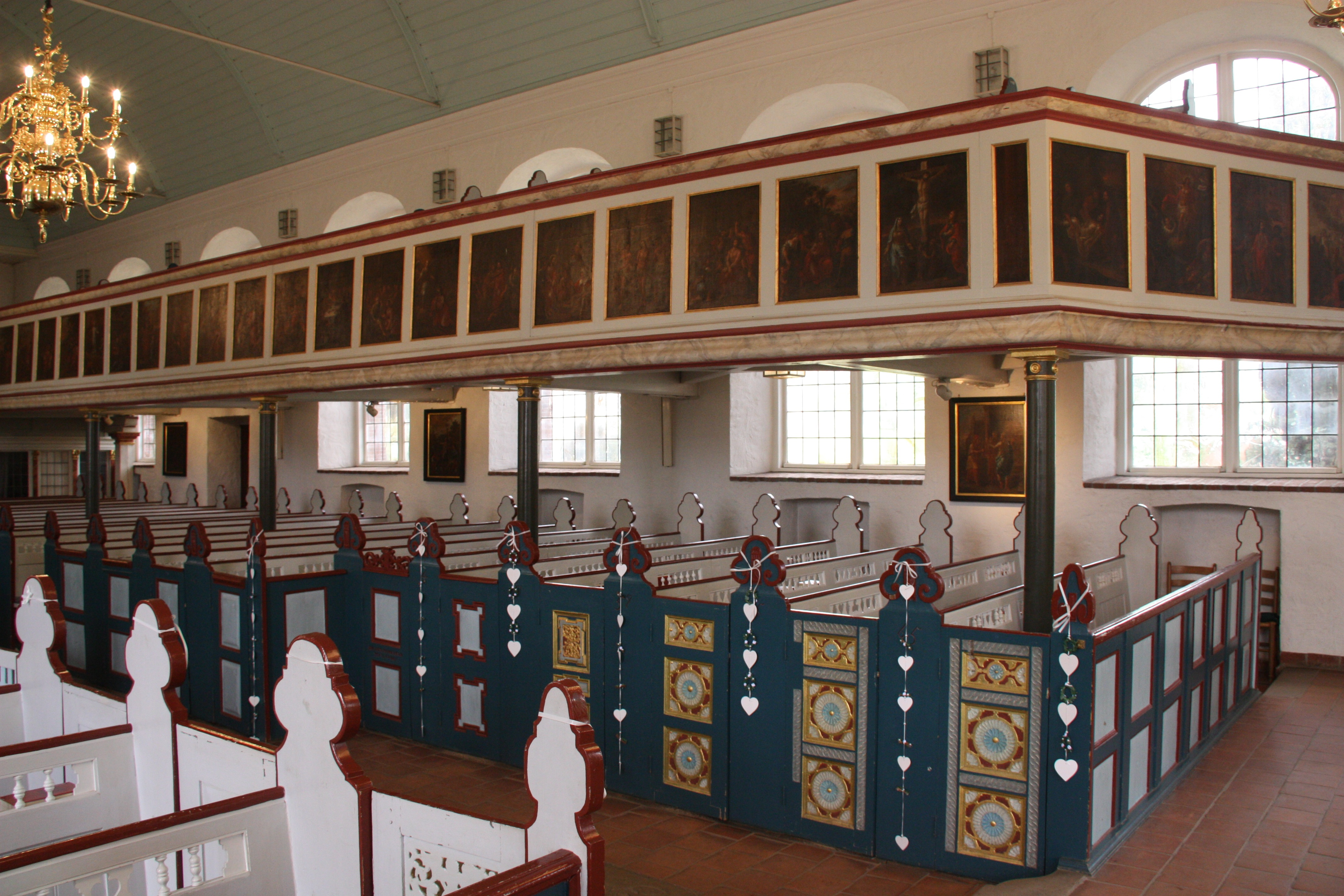
Nordempore und Bankwangen des Hauptgestühls
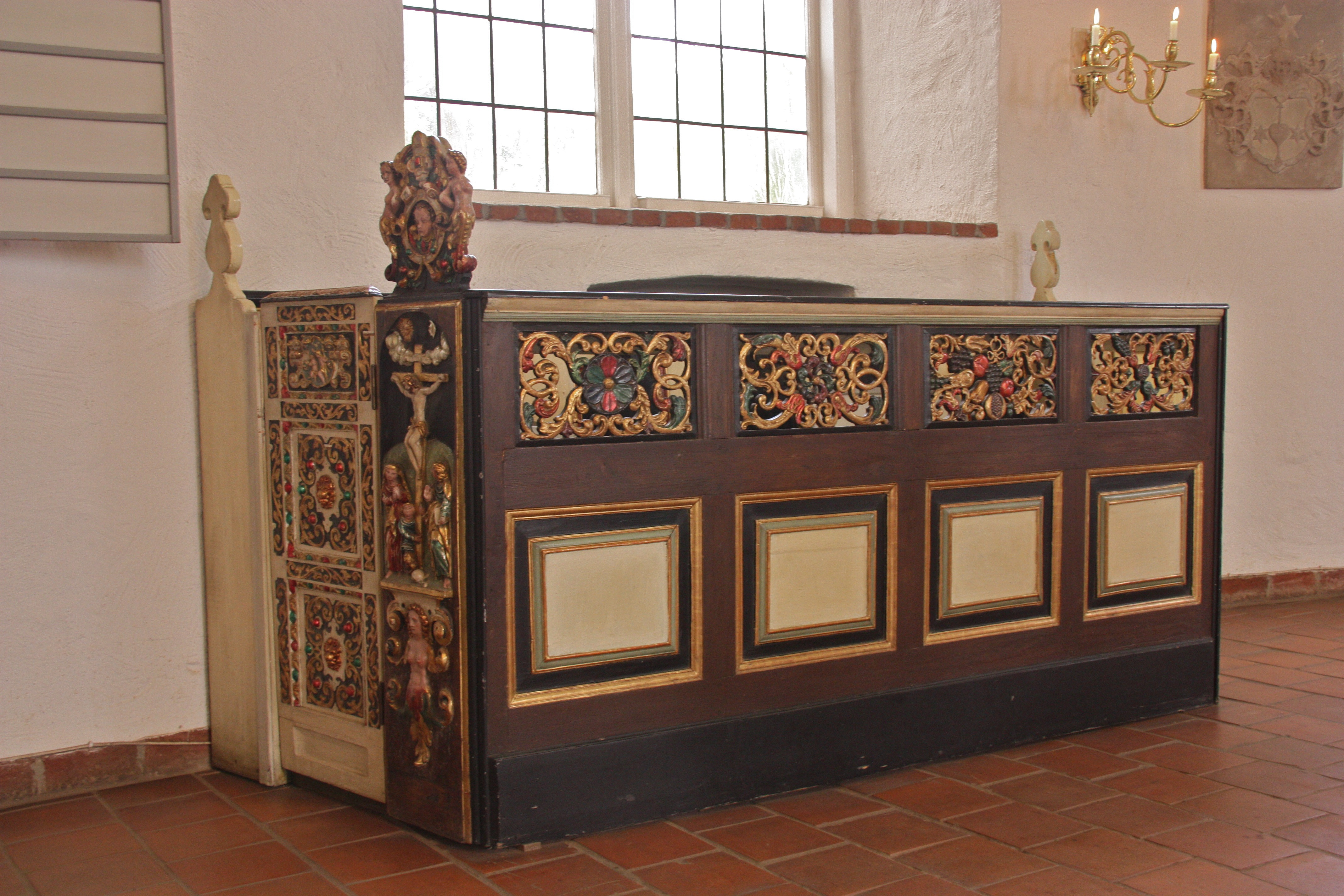
Juratengestühl im Chor
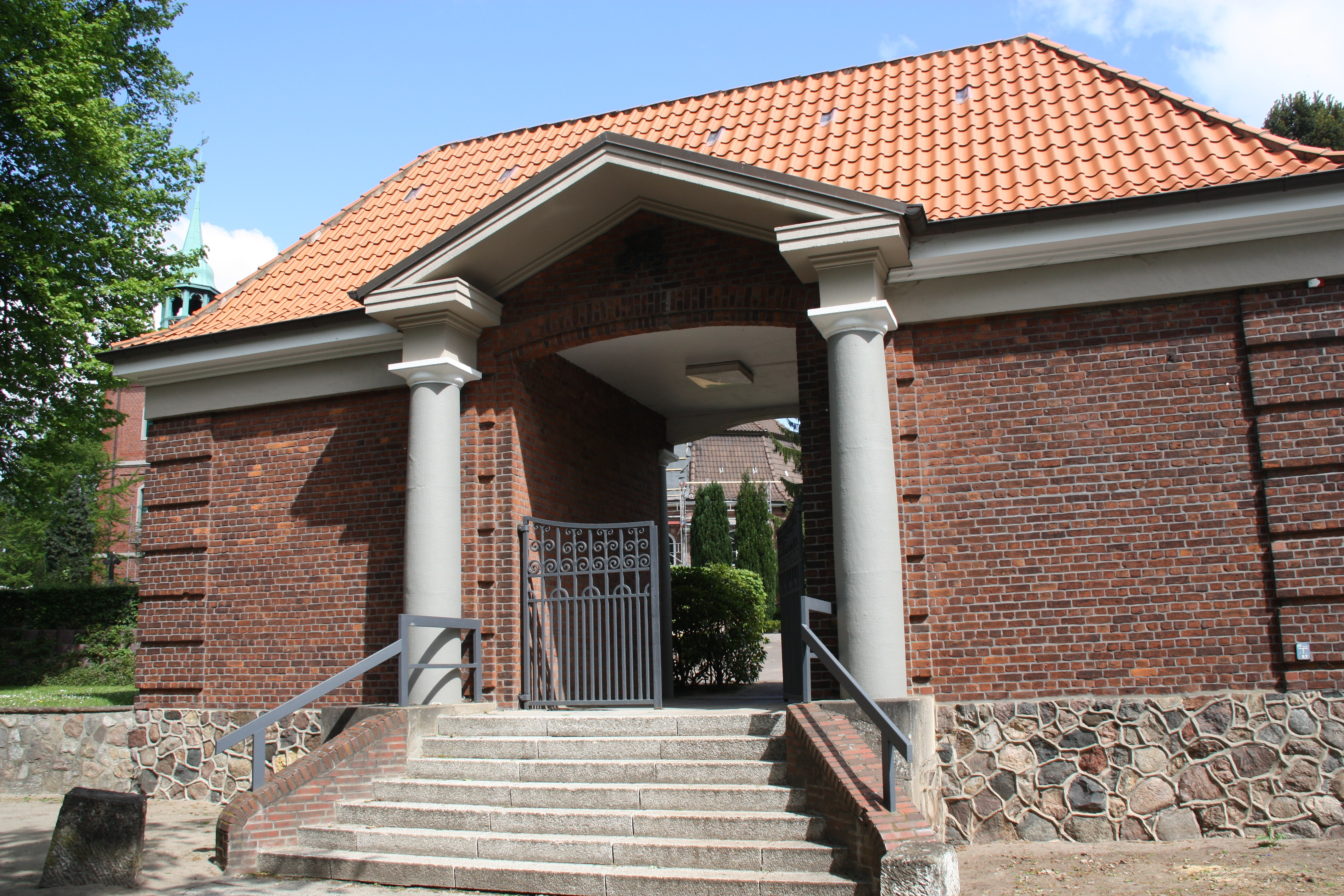
Torhaus des Friedhofs